# Brandon Miller
Brandon Jordan Miller (Nashville, 22 de novembro de 2002) é um jogador norte-americano de basquete profissional que atualmente joga pelo Charlotte Hornets.
Ele jogou basquete universitário por Universidade do Alabama e foi selecionado pelos Hornets como a 2ª escolha geral do draft da NBA de 2023.

## Carreira no ensino médio
Miller cresceu em Antioch, Tennessee, e frequentou a Cane Ridge High School. Ele foi nomeado o Gatorade Jogador do Ano do Tennessee após ter médias de 23,3 pontos, oito rebotes, 4,3 assistências, 2,6 bloqueios e 2,3 roubos durante sua terceira temporada. Miller se repetiu como Gatorade Jogador do Ano e foi nomeado o Mr. Basquete do Tennessee em seu último ano com médias de 24,1 pontos, 8,5 rebotes, 4,3 assistências e 2,3 roubos. Ele também participou do Jordan Brand Classic e do McDonald's All-American Game.

### Recrutamento
Miller era um recruta de cinco estrelas consensual e um dos principais jogadores da classe de 2022 de acordo com os principais serviços de recrutamento. Sua primeira oferta de bolsa de estudos veio da Tennessee State, cujo treinador é seu primo, Brian Collins. Em 1º de novembro de 2021, Miller se comprometeu a jogar basquete universitário pela Universidade do Alabama, após considerar ofertas de Kansas e Tennessee State. Ele também considerou jogar profissionalmente na Austrália ou no G League Ignite.

## Carreira universitária
Em 21 de novembro de 2022, Miller recebeu sua primeira honraria como Calouro da Semana da Southeastern Conference (SEC). Em 17 de dezembro de 2022, ele marcou 36 pontos e pegou seis rebotes contra Gonzaga. Miller estabeleceu um recorde de mais pontos por um calouro de Alabama com 41 pontos em 22 de fevereiro de 2023 em uma vitória por 78-76 na prorrogação contra South Carolina. Ele foi nomeado o MVP do Torneio da SEC de 2023 depois de ter médias de 20,3 pontos e 11 rebotes ao longo de três jogos. Miller encerrou a temporada com médias de 18,8 pontos, a maior da SEC, além de 8,2 rebotes e 2,1 assistências.
Ao final da temporada regular, Miller foi nomeado o Jogador do Ano, Calouro do Ano e para a Primeira-Equipe da SEC. Miller também foi nomeado o Calouro Nacional do Ano pela USBWA e o Calouro do Ano pela NABC.
Miller teve dificuldades no Torneio da NCAA, acertando apenas 19% dos arremessos em três jogos de Alabama, a pior porcentagem de qualquer jogador com pelo menos 35 tentativas desde 1985. Alabama foi eliminada na terceira rodada do torneio pelo San Diego State com Miller convertendo apenas 3 de 19 arremessos. Após a temporada, Miller anunciou que renunciaria ao restante de sua elegibilidade universitária e entraria no draft da NBA de 2023.

## Carreira profissional

### Charlotte Hornets (2023–Presente)
O Charlotte Hornets selecionou Miller com a segunda escolha geral no draft da NBA de 2023.
Em 25 de outubro de 2023, Miller fez sua estreia na temporada regular da NBA, marcando 13 pontos em uma vitória por 116-110 sobre o Atlanta Hawks. Em 18 de novembro, ele marcou um recorde pessoal de 29 pontos em uma derrota por 122-108 para o New York Knicks.
Em 29 de janeiro de 2024, Miller marcou 29 pontos em uma derrota por 113-92 para os Knicks. Em 4 de fevereiro, Miller marcou um recorde pessoal de 35 pontos em uma derrota por 115-99 para o Indiana Pacers.

## Estatísticas da carreira

### NBA

#### Temporada regular
| Ano     | Equipe    | PJ | PT | MPJ  | AP   | 3P   | LL   | RT  | AS  | BR | TO | PPJ  |
| ------- | --------- | -- | -- | ---- | ---- | ---- | ---- | --- | --- | -- | -- | ---- |
| 2023–24 | Charlotte | 74 | 68 | 32.2 | .440 | .373 | .827 | 4.3 | 2.4 | .9 | .6 | 17.3 |

### Universidade
| Ano     | Equipe  | PJ | PT | MPJ  | AP   | 3P   | LL   | RT  | AS  | BR  | TO  | PPJ  |
| ------- | ------- | -- | -- | ---- | ---- | ---- | ---- | --- | --- | --- | --- | ---- |
| 2022–23 | Alabama | 37 | 37 | 32.6 | .430 | .384 | .859 | 8.2 | 2.1 | 0.9 | 0.9 | 18.8 |

## Prêmios e Homenagens
NBA
- NBA All-Rookie Team:
  - Primeiro Time: 2024

## Vida pessoal
O pai de Miller, Darrell Miller, jogou futebol americano universitário como tight end na Universidade de Alabama no início dos anos 1990. Seu irmão mais velho, Darrell Jr., jogou basquete universitário na Fisk University e profissionalmente no exterior. A irmã mais velha de Miller, Britany, joga na Cumberland University.
Ele afirmou que seu "GOAT" (Maior de Todos os Tempos) é Paul George e que modelou seu jogo baseado nele em um episódio do podcast de George.

### Incidente com arma
Em 21 de fevereiro de 2023, um policial de Tuscaloosa testemunhou que Miller entregou uma arma de fogo ao colega de equipe Darius Miles, que foi usada no tiroteio fatal de Jamea Jonae Harris, de 23 anos, mais cedo naquele ano. Segundo o advogado de Miller, Miles havia deixado a arma no veículo de Miller depois que ele o levou em uma boate. Enquanto Miller estava a caminho de buscar ele, Miles enviou uma mensagem de texto, solicitando que Miller trouxesse a arma. Quando Miller chegou, Miles disse ao seu amigo Michael Davis que a arma estava no veículo. Davis pegou a arma e disparou contra um veículo no qual Harris era passageira, enquanto o namorado dela revidou, resultando em dois tiros atingindo o carro de Miller. O advogado de Miller afirmou que ele não tinha conhecimento de qualquer intenção de usar a arma.

Segundo o testemunho do policial de Tuscaloosa, embora Miles e Davis inicialmente tenham mentido para os policiais sobre o incidente, o relato de Miller sobre o tiroteio coincidiu quase exatamente com o que os investigadores obtiveram das evidências em vídeo e de outros depoimentos de testemunhas. Paula Whitley, vice-promotora do condado de Tuscaloosa, afirmou que Miller não enfrentaria acusações como resultado do incidente.